# Feldberg (Müllheim)

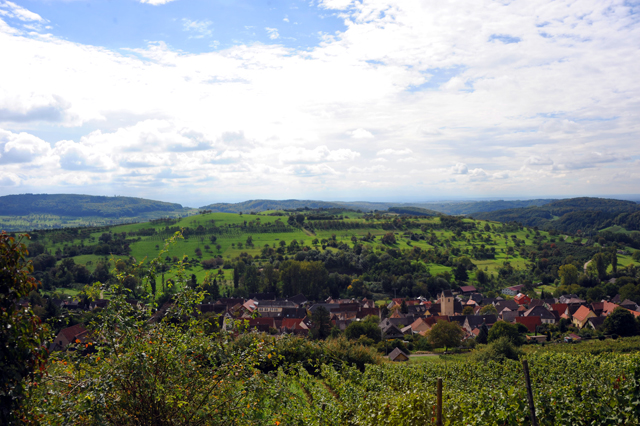
Blick auf Feldberg

Feldberg (alemannisch: Fallbagg oder Fallbogg) ist ein Dorf mit 601 Einwohnern (Stand 30. September 2020) im Landkreis Breisgau-Hochschwarzwald in Baden-Württemberg. Die ehemals selbständige Gemeinde Feldberg gehört mit ihren Weilern Gennenbach und Rheintal (auch Rindtel genannt) seit 1972 als Ortsteil zur Stadt Müllheim im Markgräflerland.

## Geografie
Feldberg liegt im Markgräflerland, etwa 28 Kilometer südwestlich von Freiburg. In einer Talmulde der hügeligen Vorbergzone des Schwarzwaldes auf 360 m über dem Meer gelegen, steigt das Gelände unmittelbar östlich des Dorfes um 250 Höhenmeter zu den Ausläufern des 1165 m hohen Hochblauens an. Die nach Südosten und Osten geneigten Hänge sind großflächig von Weinreben bestanden. Feldberg ist der südlichste und am höchsten gelegene Ortsteil Müllheims. Nur 300 m südlich der Feldberger Dorfkirche entspringt der Gennenbach, der in einem großen Bogen nach Südwesten schwenkt, durch den gleichnamigen Weiler Gennenbach fließt und zwischen Niedereggenen und Liel an der Kutzmühle in den Hohlebach mündet, der dann über Schliengen in die Rheinebene entwässert und am Autobahndreieck Neuenburg kurz vor dem Altrhein im Boden versickert. Der nordöstlich von Feldberg gelegene zugehörige Weiler Rheintal (sprachlich nicht von Rhein-Tal, sondern von Rinnsal kommend; alemannisch: Rinndol oder Rinndel) liegt auf 420 m über dem Meer, am Hang einer nach Westen öffnenden Quellmulde. Der hier entspringende Rheintalbach fließt ab Vögisheim als Neumattbach nach Norden und mündet verdolt in den Klemmbach. Die südliche Gemarkungsgrenze bildet auch die Grenze zum Landkreis Lörrach. Wenige Kilometer südlich von Feldberg erstreckt sich das Eggenertal.

## Geschichte
Das Dorf Feldberg wurde im Jahr 890 erstmals als Veldperga genannt; 1130 tauchte die Bezeichnung Feltperch (= Weidberg) auf. Der wahrscheinlich zähringische Ort kam an die Markgrafen von Hachberg-Sausenberg. 1426 wurde Feldberg bei einer markgräflichen Fehde niedergebrannt. Der spätere Wiederaufbau erfolgte etwas höher und weiter nach Osten auf die frühere Allmende. Feldberg unterstand bis 1809dem Oberamt Rötteln in der oberen Markgrafschaft und ging danach mit den Weilern Rheintal und Gennenbach im Amt Müllheim auf. Von 1939 bis 1972 gehörte Feldberg zum Landkreis Müllheim.
Die ehemalige Kapelle St. Ulrich unterstand im 10. Jahrhundert den Mönchen des Bürgelnberges. Im 14. Jahrhundert war sie Filialkirche von Niedereggenen unter markgräflichem Patronat. Ab 1524 hatte St. Ulrich eine eigene Pfarrstelle, wurde aber bereits 1556 evangelisch. Der heutige Kirchturm stammt aus dem 13. Jahrhundert, der Chor aus dem 15. Jahrhundert.

## Wappen

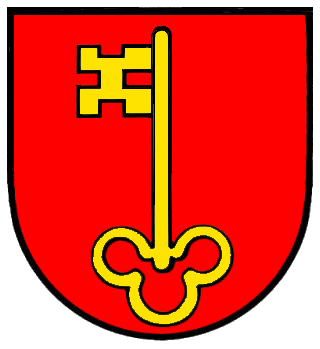
Feldberger Wappen

Blasonierung: „In Rot ein aufrechter goldener Schlüssel, Bart rechts.“

## Kultur und Sehenswürdigkeiten
Feldberg liegt im Süden des Markgräfler Weinanbaugebietes, wird aber nicht vom Markgräfler Wiiwegli tangiert (dieser führt weiter westlich durch Auggen und Schliengen).
Der Feldberger Weiler Rheintal war bekannt durch das 774 gegründete Kloster Rheintal.
Die evangelische Kirche ist Ausgangspunkt des ca. der Kilometer langen Feldberger Dichterweglis.

Evangelische Kirche Feldberg
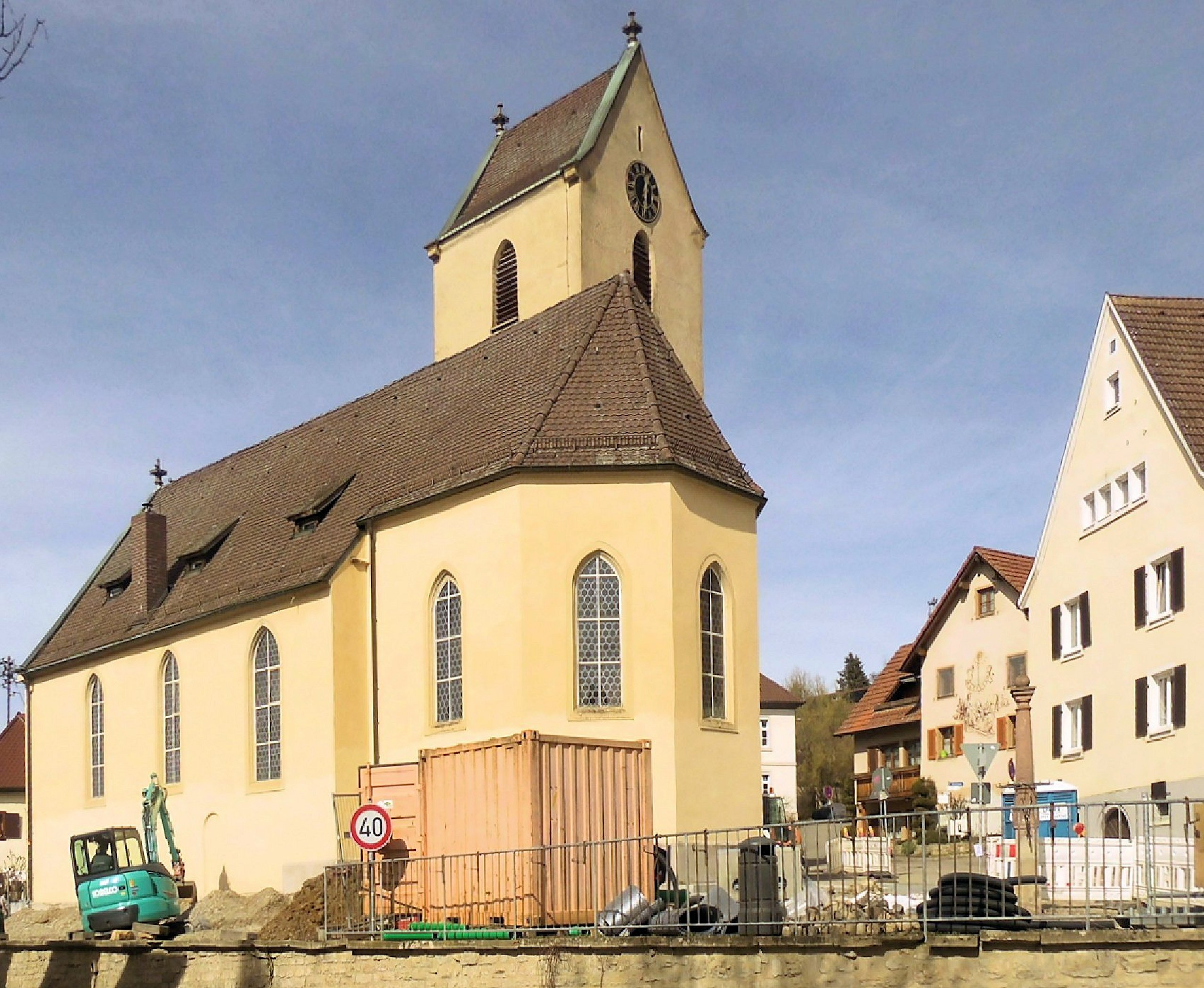
Südseite
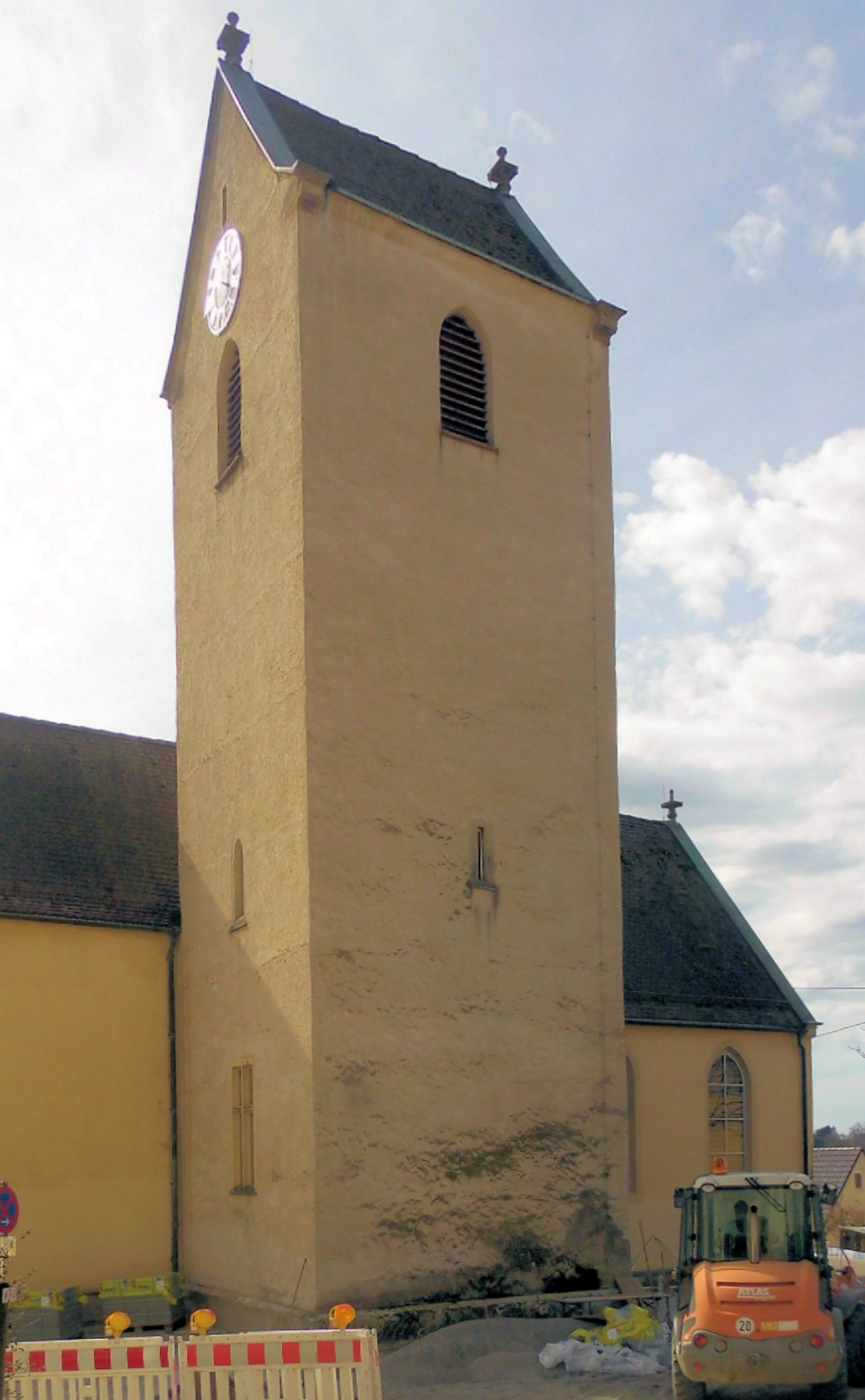
Nordostseite
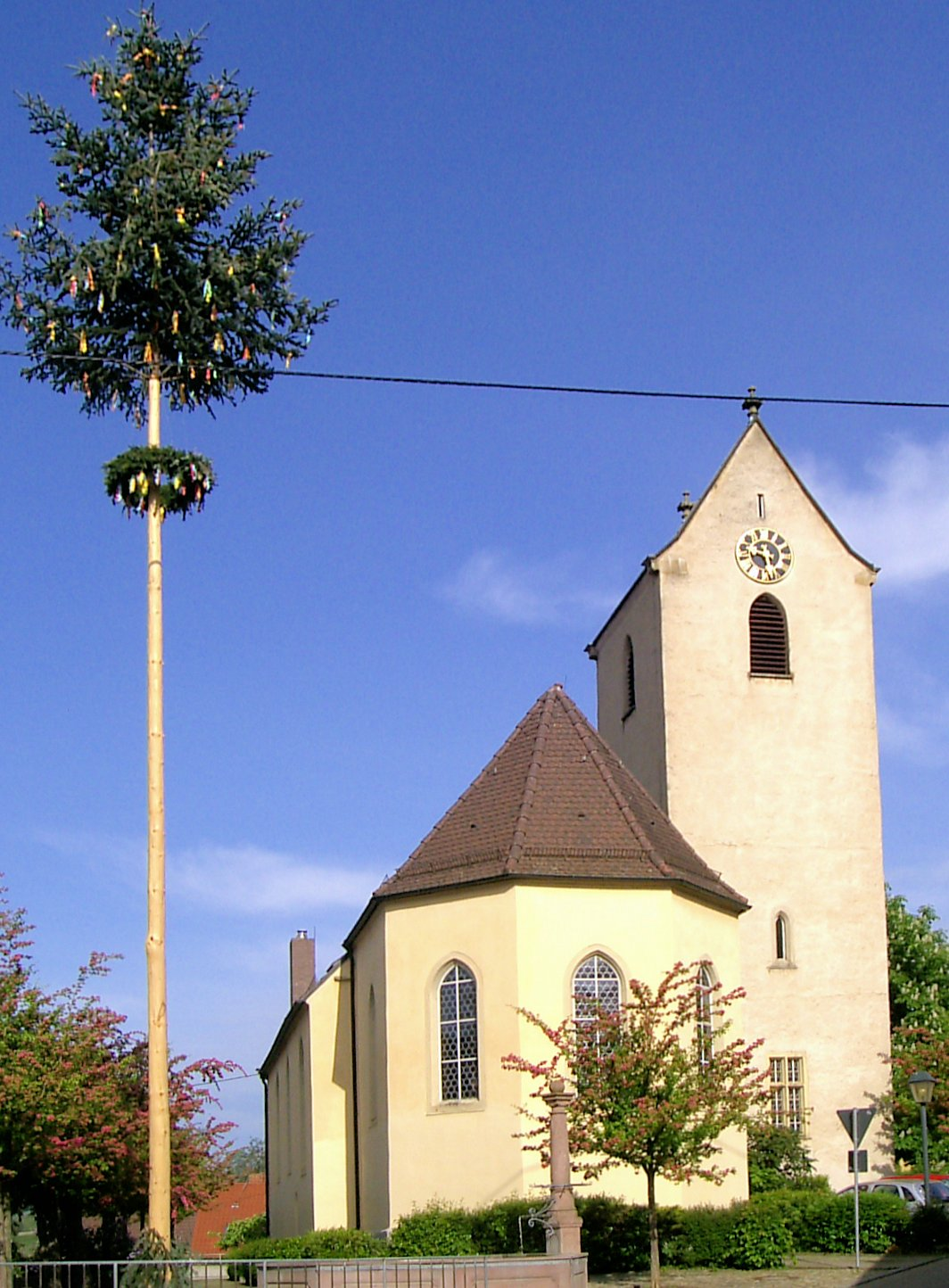
Ostseite

## Wirtschaft und Infrastruktur
Weinanbau und Landwirtschaft (Getreide- und Futtermittelanbau, Weidewirtschaft) sind nach wie vor wichtige Wirtschaftszweige in Feldberg. Weiterverarbeitet werden die Trauben in Eigenregie, in den Kellereien von Müllheim oder der Winzergenossenschaft in Auggen. Im Dorf gibt es neben einer Gastwirtschaft (Gasthof Ochsen), kleineren Fremdenverkehrsbetrieben und einem Kindergarten nur wenige Arbeitsplätze. Feldberg ist Wohnort zahlreicher Berufspendler in die umliegenden Städte und Gemeinden.
Das Dorf Feldberg ist durch Straßen mit den umliegenden Orten verbunden: die Hauptzufahrt erfolgt über die K 4984 von Norden aus Müllheim über Vögisheim. Von Nordosten erreicht man Feldberg von Badenweiler über Lipburg und den Weiler Rheintal. Von Westen gelangt man von Schliengen über Mauchen und von Südwesten über Liel und Niedereggenen nach Feldberg. Schließlich ist Feldberg auch von Südosten her von Kandern über Obereggenen und von Schallsingen aus erreichbar. Der Öffentliche Nahverkehr wird durch Busse der SWEG gewährleistet.
Die nächsten Bahnhöfe befinden sich in Müllheim und Auggen an der Bahnstrecke Mannheim–Basel. Im zehn Kilometer entfernten Neuenburg am Rhein besteht ein Anschluss an die Bundesautobahn 5.

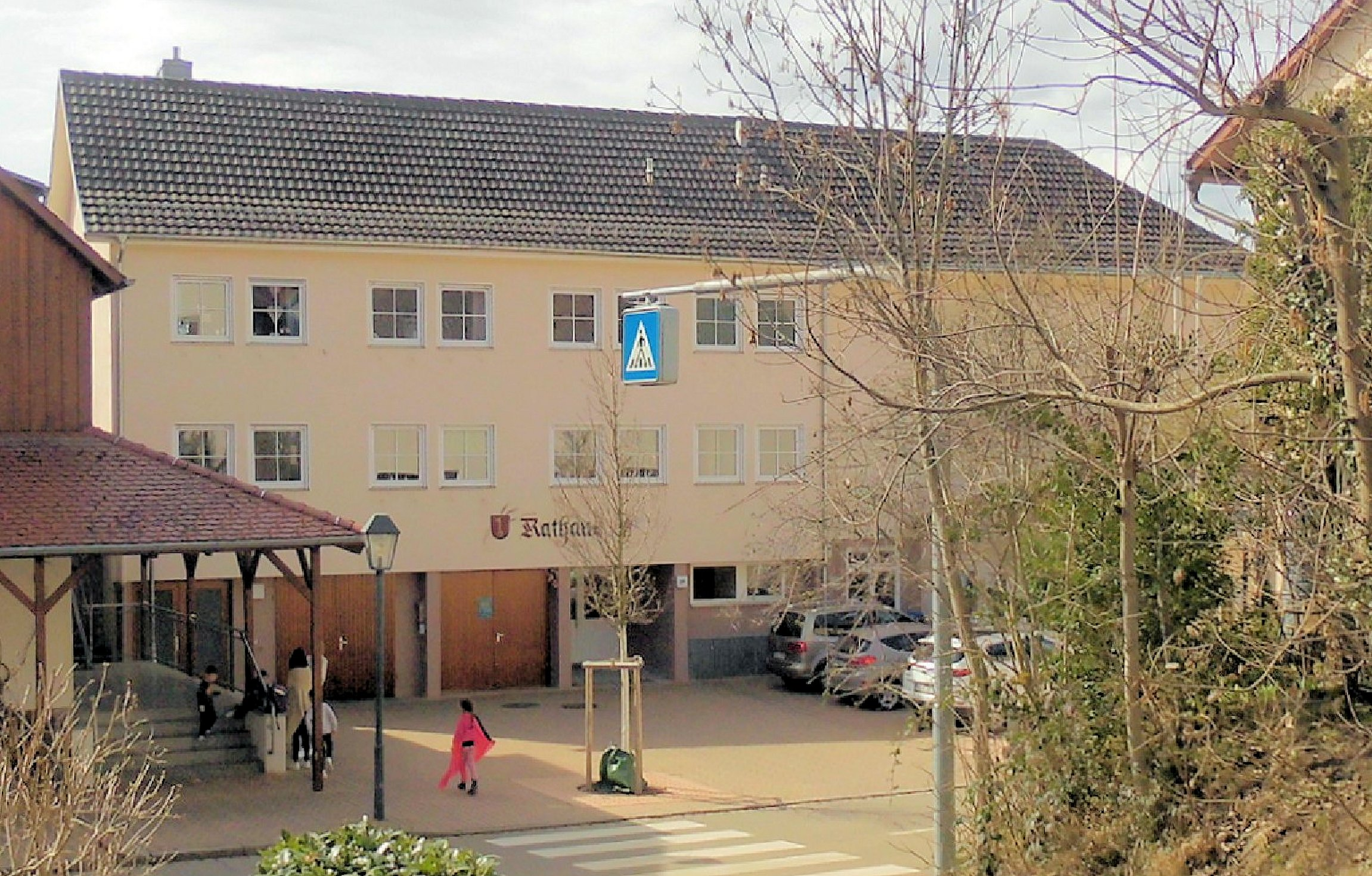
Altes Rathaus Feldberg
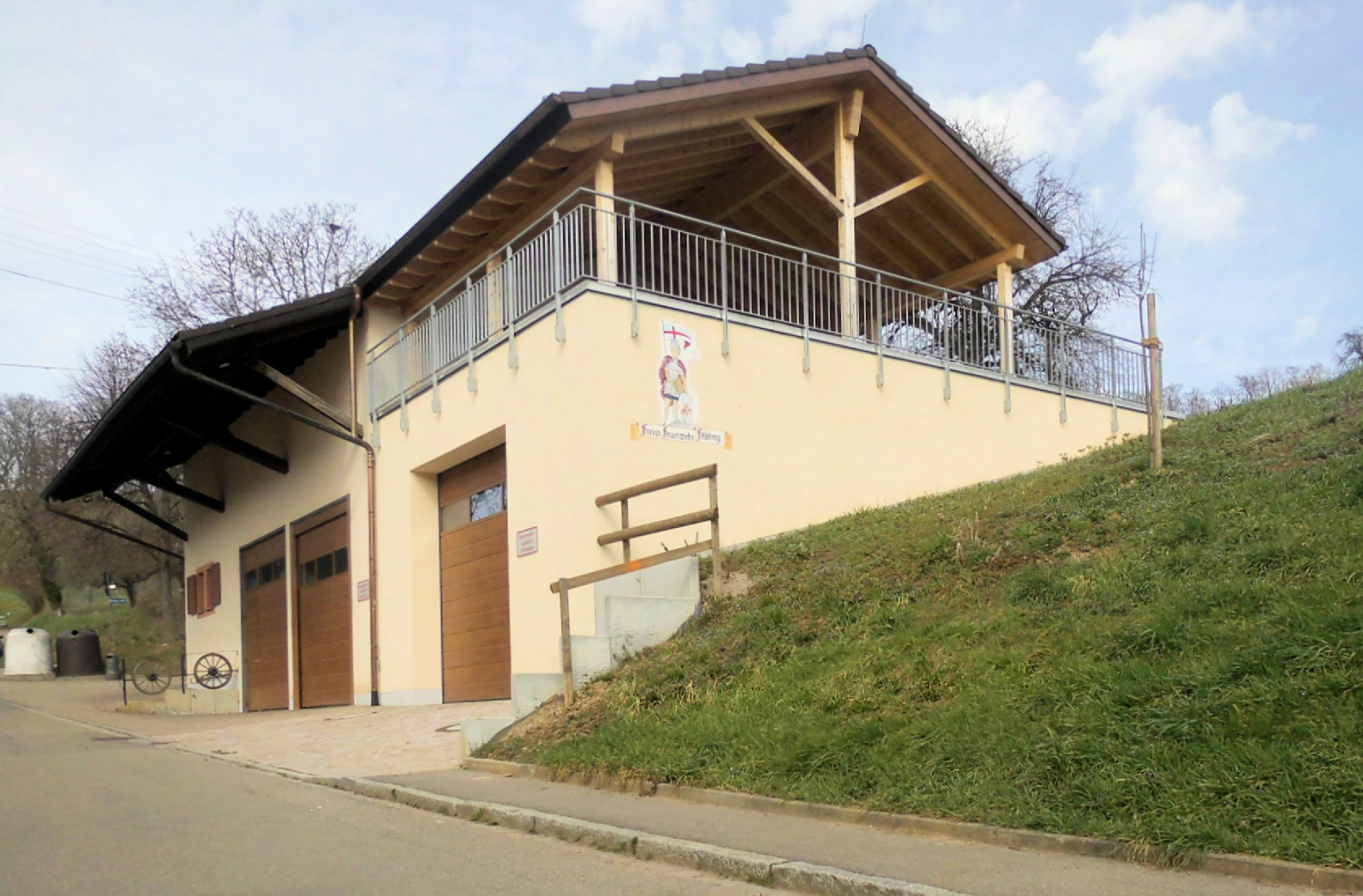
Feuerwehrhaus
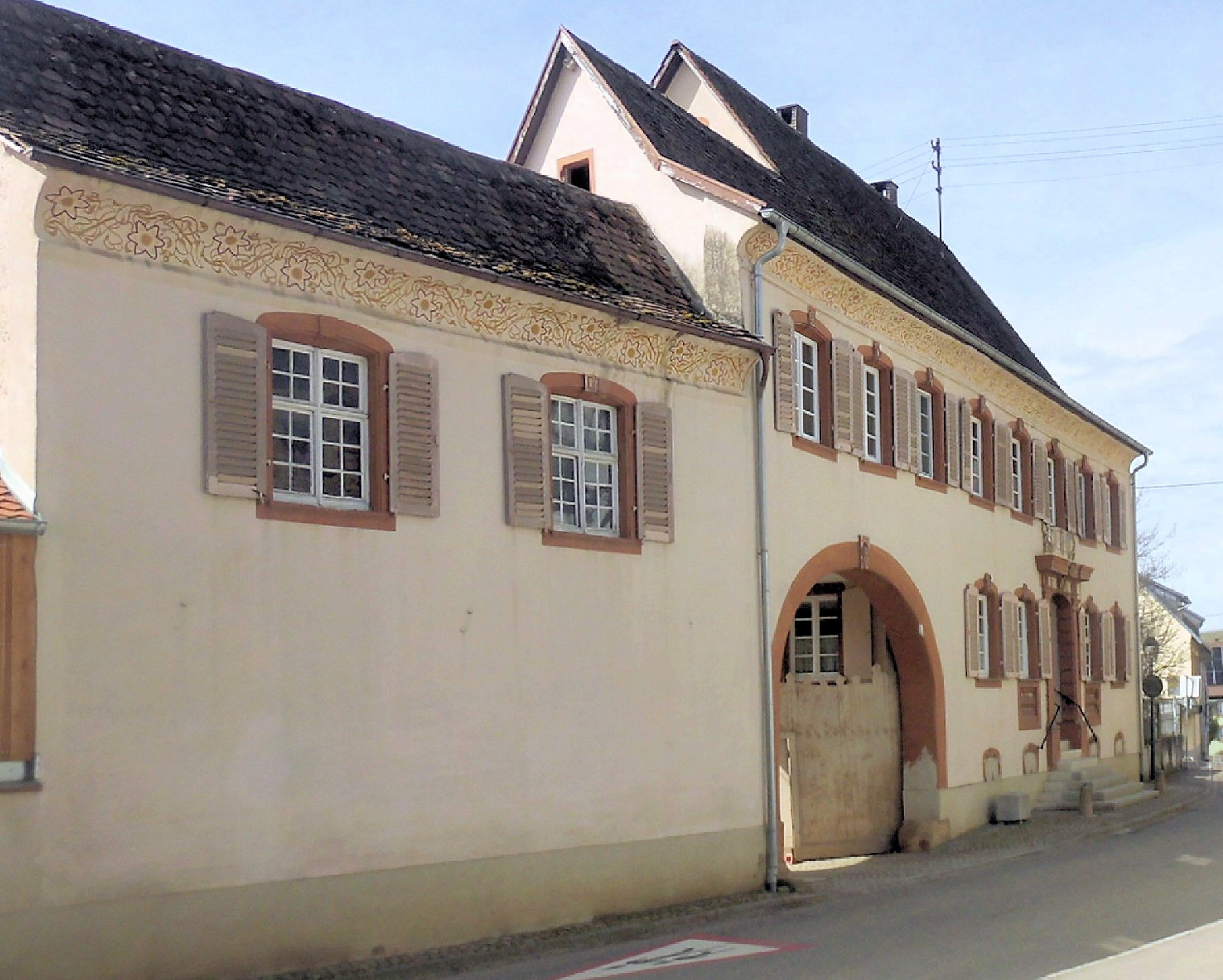
Bauernhaus in der Bürgelnstraße
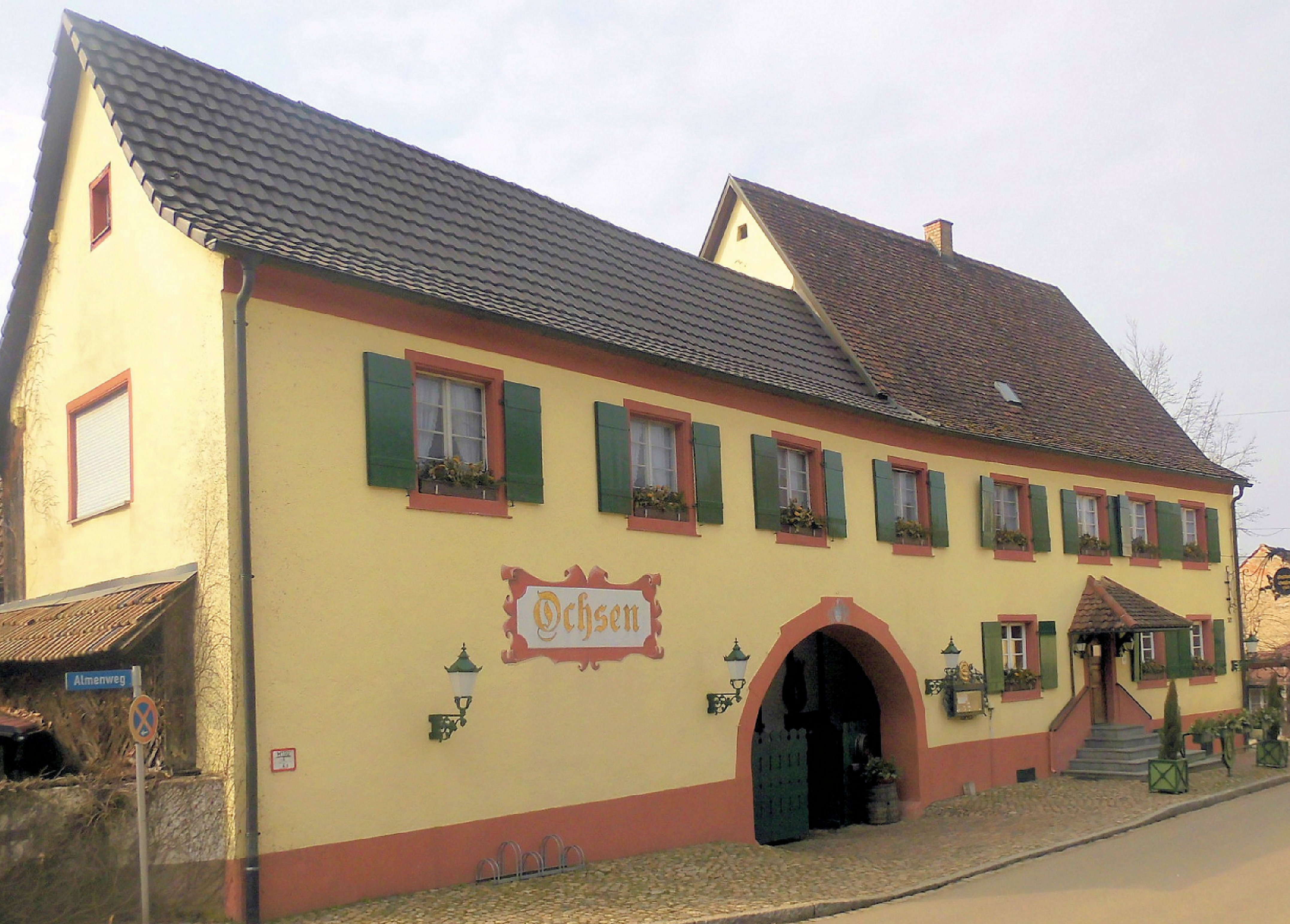
Gastwirtschaft „Ochsen“
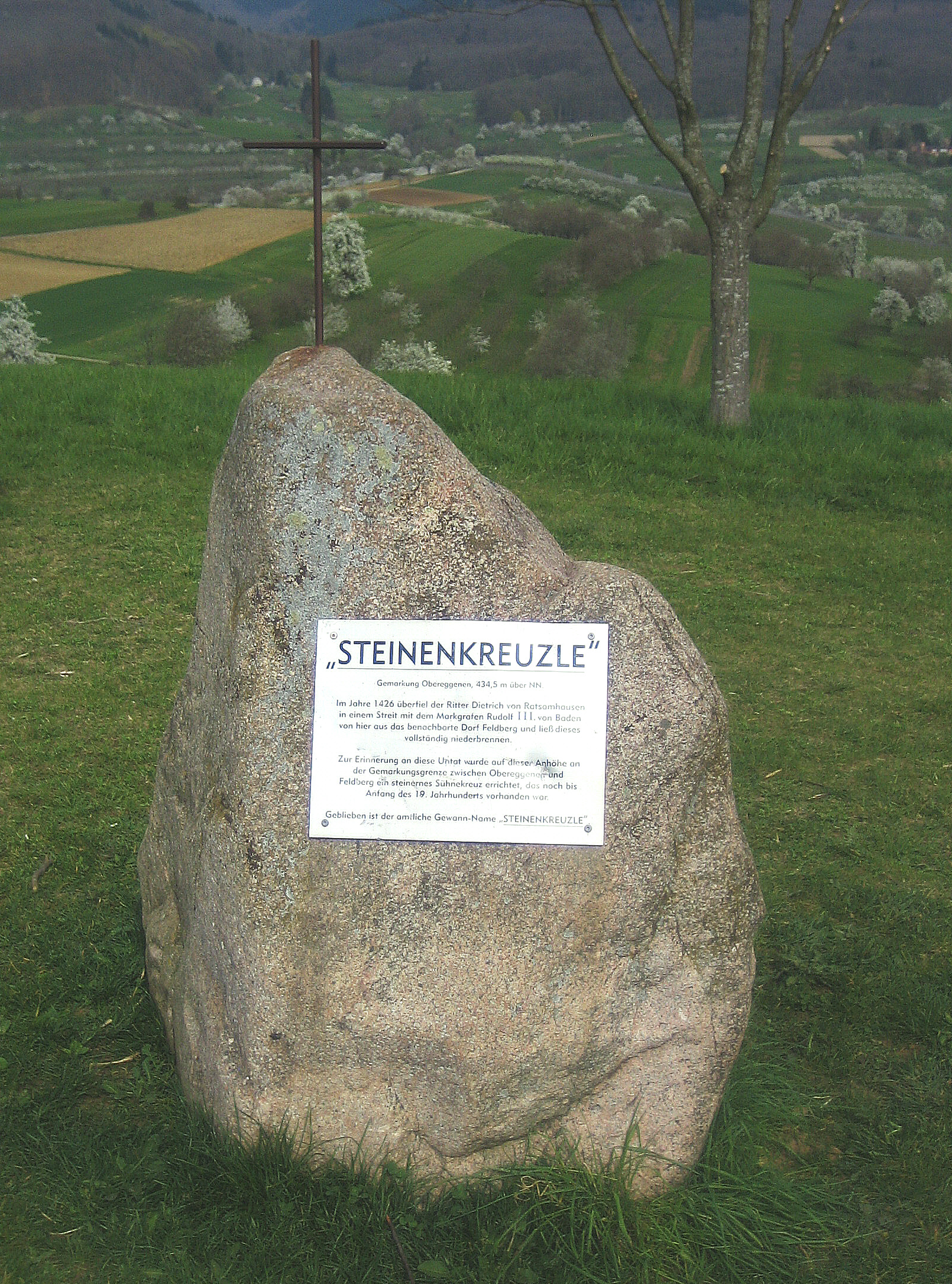
Gedenkstein „Steinenkreuzle“ auf der Gemarkungsgrenze zwischen Obereggenen und Feldberg
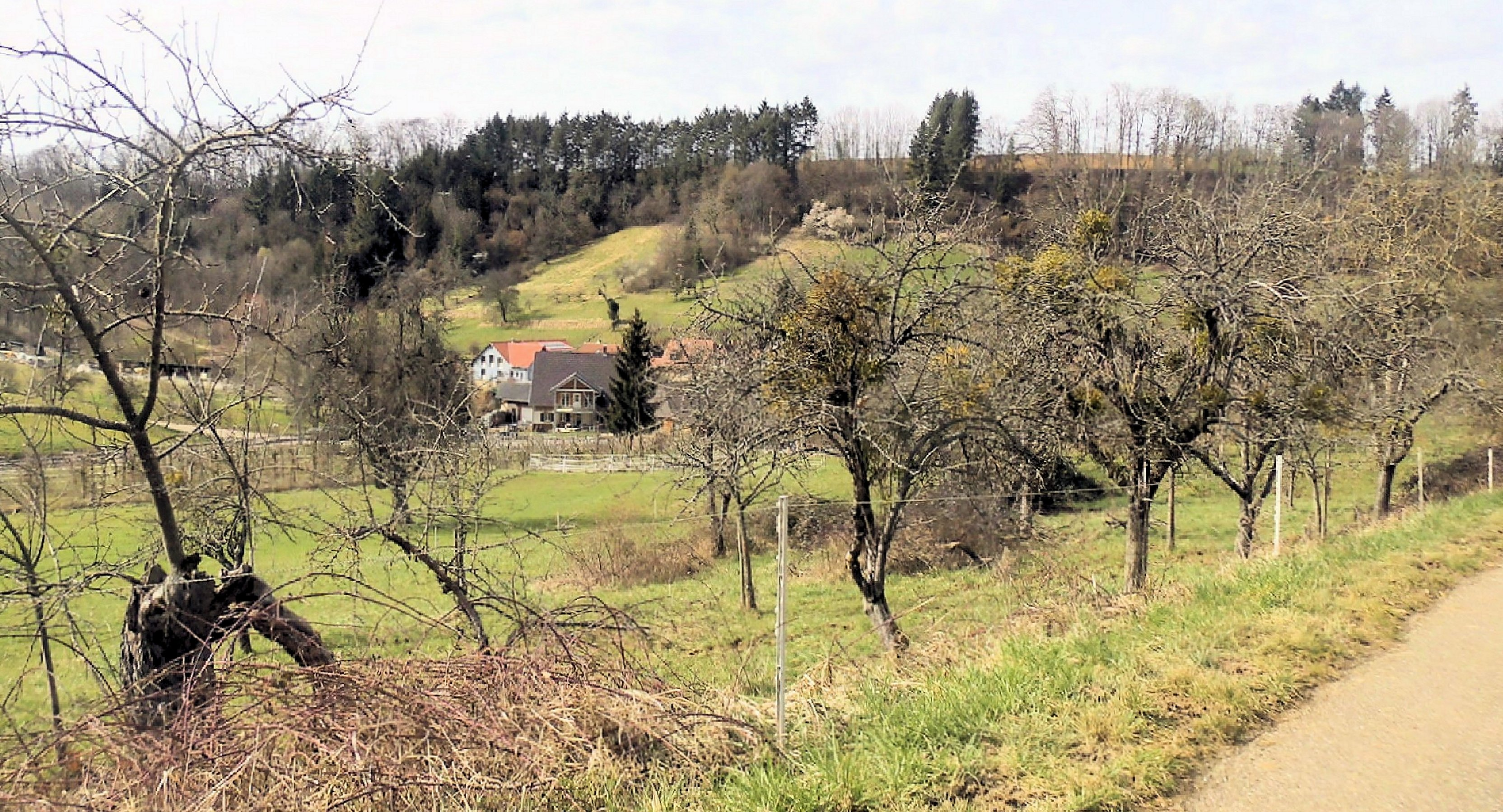
Blick auf den Weiler Gennenbach

## Persönlichkeiten
- Paula Hollenweger (1900–1980), südbadische Mundartdichterin und Heimatforscherin
- Julius Kibiger (1903–1983), Maler und Zeichner

## Belege
1. ↑  Einwohnerzahlen der Müllheimer Teilorte
2. ↑  Geschichtsabriss auf leo-bw.de

Koordinaten: 47° 46′ N, 7° 38′ O